# Santo Tomas (La Union)
Santo Tomas è una municipalità di quarta classe delle Filippine, situata nella Provincia di La Union, nella Regione di Ilocos.
Santo Tomas è formata da 24 baranggay:
- Ambitacay
- Bail
- Balaoc
- Balsaan
- Baybay
- Cabaruan
- Casantaan
- Casilagan
- Cupang
- Damortis
- Fernando
- Linong

- Lomboy
- Malabago
- Namboongan
- Namonitan
- Narvacan
- Patac
- Poblacion
- Pongpong
- Raois
- Tococ
- Tubod
- Ubagan